# ヨアキム・ボルトセン

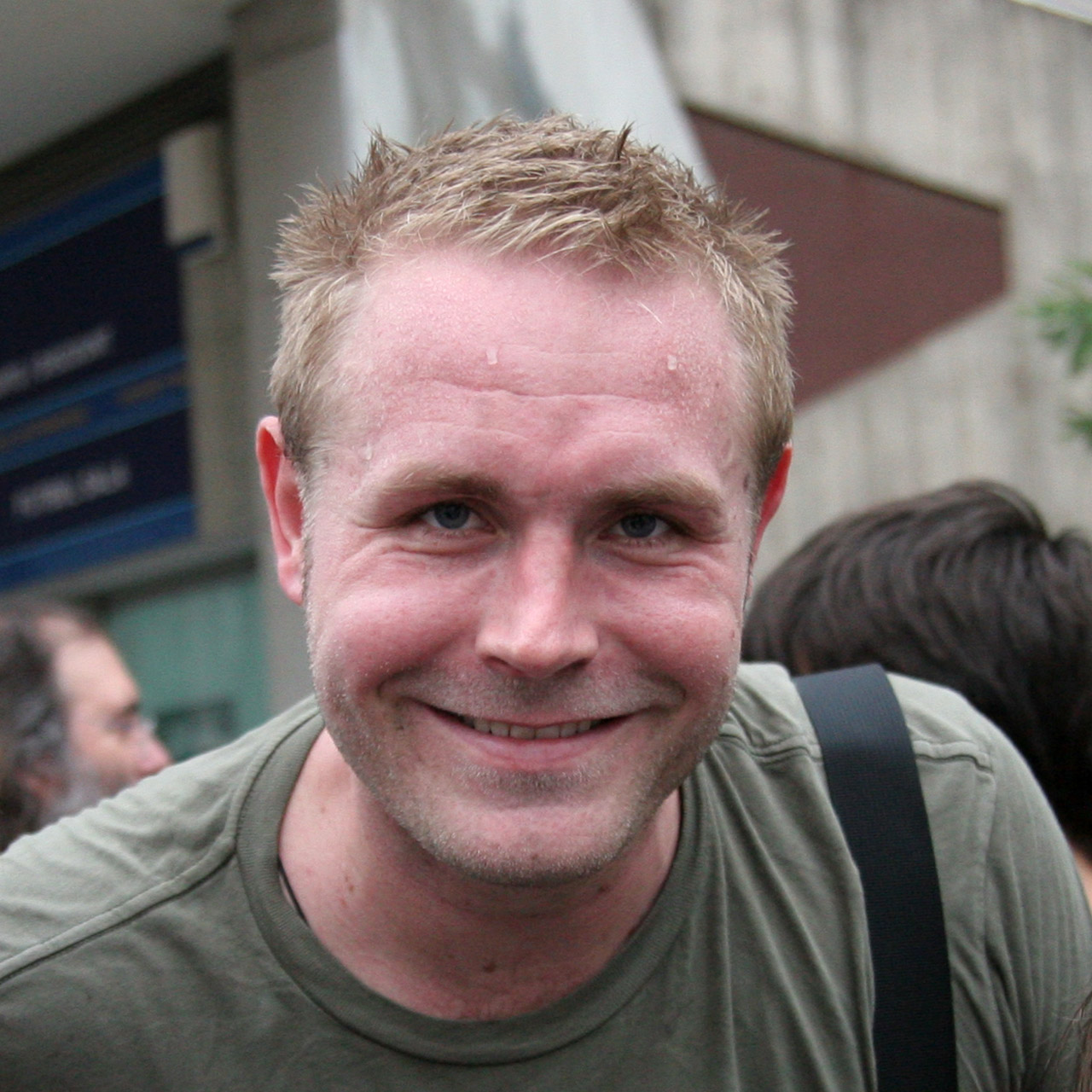
ヨアキム・ボルトセン、2008年

ヨアキム・ボルトセン（Joachim Boldsen、1978年4月30日 - ）は、デンマークの元ハンドボール選手。ハンドボールデンマーク代表として2008年欧州男子ハンドボール選手権に出場し、ヨーロッパチャンピオンを獲得した。
ボルトセンは、KIF Kolding Københavnでプレーし、以前はハンドボルド・リーガエン (男子)のAaB HåndboldやスペインリーグのFCバルセロナでプレーしていた。

## キャリア

### クラブキャリア
ボールドセンの初期のキャリアでは、彼は1993年からHelsingør IFでプレーし、1997年-1999年はGOG Gudmeで、1999年-2001年はTV Großwallstadt、そしてAjax Farum。2001年から2007年は、ドイツのハンドボール・ブンデスリーガのSG Flensburg-Handewittでプレーし、2004年に初めてのチャンピオン獲得に貢献した。彼は2003年、2004年と2005年にフレンスブルクとDHBポカールを獲得した。2007年にデンマークハンドボールリーグのAaBHåndboldチームに移り、FCバルセロナハンドボールに移籍した。FCバルセロナでは、2008/2009にスペインスーパーカップで優勝した。現在はデンマークのチームAGHåndboldでプレーしている。

### ナショナルハンドボールチームのキャリア
ヨアキム・ボルトセンは、1998年8月23日にハンドボールデンマーク代表にデビューし、その後10年間で186試合に出場し、405得点を記録した。2008年9月30日、彼はFCバルセロナへの移籍に伴う移動時間の増加により代表チームから辞任すると発表した。彼のキャリアでは、彼は2008年のヨーロッパ選手権、そして2007年の世界選手権でブロンズを獲得したチームの一部、2002年、2004年、そして2006年にヨーロッパ選手権でブロンズを獲得した。ボルトセンは、デンマークが準々決勝に進んだ北京の2008年夏季オリンピックでプレーし、クロアチアに敗れて7位となった。
ジュニアとしては、1996年にデンマークとジュニアヨーロッパチャンピオン、1997年にジュニアワールドチャンピオンになった。

## 私生活
ヨアキム・ボルトセンは、元国家チームハンドボール選手のSteen Boldsenの息子である。彼はNancy Rietveld Boldsenと結婚しており、娘にFleurがいる。彼はダンシング・ウィズ・ザ・スターズのデンマーク語版に参加したが、ハンドボールの練習で怪我をしたために出れなかった。